# 밤으로의 긴 여로 (1991년 영화)
"밤으로의 긴 여로"는 1991년에 개봉한 대한민국의 영화이다.

## 캐스팅
- 선우일란
- 한지일
- 김진화
- 원준
- 나갑성
- 정형국
- 장춘언
- 남정희
- 문경화
- 송치곤
- 심현정
- 정길조
- 김미정